# Поль, Иван Лаврентьевич
Ива́н Лавре́нтьевич Поль (Johann Ludwig von Polle; 1768 — 19 апреля (1 мая) 1840) — российский полковой и бригадный командир, герой Отечественной войны 1812 года, генерал-майор Русской императорской армии.

## Ранние годы
Родился в 1768 году. Происходил из старинной немецкой дворянской фамилии, переселившейся в начале XVII столетия на остров Эзель (Сааремаа), и был сыном ландрихтера Эзельской провинции.

## Военная служба
В феврале 1781 года поступил в русскую службу фурьером в лейб-гвардии Преображенский полк, а в 1783 году перевёлся в лейб-гвардии Кексгольмский полк прапорщиком и 1 января 1786 года был произведён в подпоручики с переводом в Киевский гренадерский полк.
Переведён в Таврический гренадерский полк 19 ноября 1790 года с производством в капитаны. После четырёх лет службы 10 января 1794 года переведён в Северский карабинерный полк (с 1796 — драгунский).

#### Восстание Костюшко
В 1794 году участвовал в походе против польских мятежников в период Польско-Литовского восстания 1794 года и 28 мая в первый раз находился в сражении при местечке Хельме; затем он был в двухдневном — 22 и 23 июля — деле под Слонимом. За отличия в этом походе произведён в секунд-майоры, а 29 ноября 1796 года был переименован в майоры. В подполковники был произведён 11 октября 1799 года, 15 октября 1800 года — в полковники.

### Полковой командир
Полковник Поль 21 мая 1803 года переведен во вновь сформированный Новороссийский драгунский полк, с которым в сентябре 1805 года выступил за границу для соединения с армией Кутузова, действовавшей вместе с австрийцами против французов, но вскоре, за прекращением военных действий, возвратился в Россию.
После Тильзитского мира 13 сентября 1807 года Поль был назначен командиром Новороссийского, а через несколько месяцев — шефом Каргопольского драгунского полка с производством в генерал-майоры. О прибытии 40-летнего Поля в полк у его подчинённого — 17-летнего будущего генерала от кавалерии Василия Богушевского, остались такие воспоминания (орфография и пунктуация автора сохранены издателями):
На место Миллера назначили полковым командиром нам полковника Поля. Эта перемена всех огорчила. Поль был немец старик — и вел жизнь скромную чтобы не сказать скупую. Трудно было нам привыкать к такой перемене. У него жена была простая полька, которая до того была похабна в обращении, что мы всегда краснели от ея слов.

#### Отечественная война 1812 года
Спустя три года, когда, по случаю предстоявшего вторжения Наполеона, на западной нашей границе образовались три армии, Поль с Каргопольским полком поступил под начальство Барклая-де-Толли во 2-й резервный кавалерийский корпус барона Корфа.
При вторжении Наполеона в Россию Поль находился с полком в арьергарде армии Барклая-де-Толли и участвовал во многих арьергардных делах, предшествовавших Бородинскому сражению. С 1 июля 1812 года Каргопольский драгунский полк состоял в конвое Главной квартиры 1-й армии. При Бородине Поль с полком охранял особы главнокомандующего и командующего 1-й армией.
После отступления Наполеона от Москвы полк, оставаясь в составе 2-го резервного кавалерийского корпуса, нёс службу при главной квартире до 2 октября, когда приказом главнокомандующего был сменён:
<...> Каргопольский драгунский полк, находящийся ныне в конвое при главной квартире, предписываю сменить другим. Оного ж полка шефу г. полковнику Полю изъявляю благодарность за исправность, какая сохранилась во всех отношениях по обязанностям, на него возлагаемым, равно г.г. штаб- и обер-офицерам за неусыпное усердие, с каковыми отправляли они поручении в препровождении раненых с мест сражения, конвои[ро]вания транспортов среди самых опасностей. <...>

Князь Г[оленищев]-Кутузов
7 октября корпус барона Корфа, в котором находился Поль со своим полком, вошёл в состав авангарда Милорадовича.
Через 2 недели — 22 октября — Милорадович догнал французов близ Вязьмы и вступил с ними в сражение. Во время боя он приказал Полю атаковать одну французскую колонну. Пока вверенный ему полк, по причине чрезмерной усталости лошадей, медленно перебирался через рвы, Поль, далеко опередив его, должен был один выдержать огонь всей неприятельской колонны. Лошадь его, пораженная многими пулями, упала; фуражка и шинель были во многих местах прострелены, но сам он остался невредим и успел сесть на другую лошадь. Между тем подоспели каргопольцы, и французы, не выдержав атаки, сложили оружие.
Продолжая теснить неприятеля, Милорадович 4 ноября явился у Красного, во фланге наполеоновой армии, и атаковал встреченного здесь вице-короля итальянского. Во время боя Поль взял со своими драгунами «батарей» из 4 орудий. Каргопольский полк вместе с 2 эскадронами псковских драгун уничтожил полк французских латников. В следующие два дня Красненского сражения — 5 и 6 ноября — Поль не раз водил полк в атаку, и за все эти отличия был награждён орденом святого Георгия 3-го класса.

#### Война Шестой коалиции
Потом он преследовал неприятеля до Немана и 1 января 1813 года перешёл за границу. Постоянно находясь в корпусе Милорадовича, он участвовал с ним в апреле и мае во многих сражениях: под Дрезденом, Бишофсверде, Бауценом, Рейхенбахом, Герлицем, Лебау и Яуром. За отличия получил орден Святого Владимира 3-й степени и прусский орден «За Заслуги» (Орден «Pour le Mérite»).
После заключения Пойшвицкого перемирия Поль со своим полком вошёл в состав корпуса графа Ланжерона Силезской армии Блюхера. По окончании перемирия Поль в течение трех дней — 27—29 августа — под Лебау воевал против польского корпуса князя Понятовского, а с 1 по 3 сентября — при селении Нидер-Пуцке, где неоднократно ходил в атаку, за что получил вторично Владимирский крест 3-й степени и прусский орден Красного Орла 2-й степени.
В период с 4 по 7 октября участвовал в сражениях под Лейпцигом и был награждён монаршим благоволением. Преследуя остатки разбитой наполеоновской армии, переправился через Рейн во второй половине декабря и большую часть января 1814 года пробыл под крепостью Майнцем. В феврале ему приказано было идти от берегов Рейна на соединение с корпусом графа Ланжерона.
13 марта, в знаменитом сражении под Фер-Шампенуазом, он, уже командуя бригадой, обошёл вместе с Черниговским драгунским и двумя казачьими полками правое крыло неприятеля, атаковал его, захватил огромный обоз и взял в плен прикрывавший обоз батальон французов. После того каргопольские и новороссийские драгуны понеслись на глазах императора Александра на одну французскую колонну, но она, не дождавшись нападения, сложила оружие. Поль за Фер-Шампенуазское сражение награждён был Анненской лентой.
Во время Битвы под Парижем 18 марта находился в отдельном отряде генерала Эмануэля, действовавшего у Нельи. По окончании военных действий был назначен комендантом во Франкфурт-на-Майне, в августе поручено командование возвращавшейся в Россию 2-й бригадой 1-й драгунской дивизии (Новороссийский драгунский полк и Митавский драгунский полк). 1 сентября 1814 года перестал числиться шефом Каргопольского полка.
Весной 1815 года, когда неожиданное появление Наполеона во Франции заставило императора Александра снова двинуть за границу свою армию, Поль выступил с бригадой в поход. После получения известий о победе в Битве при Ватерлоо развернул бригаду от Дрездена обратно в Россию.

## В отставке
4 января 1817 года Поль был переведен бригадным командиром в 4-ю драгунскую дивизию, но вскоре домашние обстоятельства заставили его оставить любимое им военное поприще. 29 декабря 1821 года он был уволен от службы с мундиром и пенсией полного жалованья. Последние годы жизни Поль провел в имении Черныши, Богуславского уезда Киевской губернии, где и умер 19 апреля (1 мая) 1840 года.

## Портрет в Военной галерее Зимнего дворца
Портрет Поля находится в геометрическом центре «Стены Барклая-де-Толли» Военной галереи Зимнего дворца — в 3-м (центральном) горизонтальном ряду это 9-й портрет при отсчёте от портрета Барклая, или 8-й — при отсчёте от стены.